# Vasa IFK
Vasa IFK (Idrottsföreningen Kamraterna Vasa, kurz VIFK) ist ein Sportverein aus der westfinnischen Stadt Vaasa (schwedisch Vasa).
Der Verein wurde 1900 gegründet. Im Fußball erlebte der Klub seine erfolgreichsten Jahre in den 1940ern und 1950er Jahren. 1944, 1946 und 1953 wurde VIFK finnischer Meister, 1951 und 1952 Vizemeister. 1994 stieg der Verein aus der zweitklassigen Ykkönen in die dritte Liga (Kakkonen) ab und spielte bis zum Abstieg 2000 in dieser Liga. Nach einer Viertligasaison 2001 kehrte der Klub in die Kakkonen zurück und wurde 2005 deren Meister und stieg dadurch wieder in die Ykkönen auf, aus der man 2008 jedoch wieder abstieg. Der Lokalrivale Vaasan PS gilt mittlerweile als unumstrittene Nummer eins der Stadt im Fußball.
Im Bandy wurde VIFK 1949 und 1964 finnischer Vizemeister.
Nachdem VIFK 1988 eine Fusion mit dem Verein ABK-48 einging trat der Verein bis 2000 unter dem Namen BK-IFK an.

## Spieler
- Stig-Göran Myntti (194?–1962)
- Darren Purse (1996)

## Trainer
- Géza Toldi (194?–1950)